# Cà Dy
Cà Dy là một xã thuộc huyện Nam Giang, tỉnh Quảng Nam, Việt Nam.
Xã Cà Dy có diện tích 201,5 km², dân số năm 2019 là 3.594 người, mật độ dân số đạt 18 người/km².